# سد استامپی
سد استامپی (به لاتین: Stompdrift Dam) یک سد در آفریقای جنوبی است که در De Rust, Western Cape واقع شده‌است.